# Franz Waterstradt
Franz Waterstradt (* 2. Juli 1872 in Marnitz; † 24. Oktober 1914 gefallen bei Ypern in Flandern) war ein deutscher Agrarwissenschaftler und Hochschullehrer.

## Leben
Franz Waterstradt wurde in Marnitz (Mecklenburg-Schwerin) geboren. Sein Vater, August Waterstradt, war Revierförster in den Ruhner Bergen und seine Mutter war Elise, geb. Regelien, die Tochter des Kammerpächters Johannes-Magnus Regelien im benachbarten Malow.
Waterstradt besuchte die Realgymnasien in Bützow und Parchim. Er verließ das Gymnasium in Parchim 1890 mit dem Zeugnis, das zum Einjährigendienst berechtigte (Mittlere Reife). Nach einer 8-jährigen praktischen Tätigkeit in der Landwirtschaft entschloss er sich 1898, das Abitur nachzumachen, da er nicht das Vermögen hatte, eine Pachtung zu erwerben und weil er sich gesundheitlich nicht für eine schwere körperliche Arbeit eignete.
Als Student an der landwirtschaftlichen Hochschule in Berlin interessierte sich Franz Waterstradt – zur Überraschung seiner Freunde und Verwandten – immer mehr für die wissenschaftliche Seite. Dadurch wurde auch sein Lehrer (und späterer Schwiegervater) Professor Hugo Werner auf ihn aufmerksam.
Franz Waterstradt hatte als wissenschaftlicher Mitarbeiter von Friedrich Aereboe in der Buchstelle der Deutschen Landwirtschaftlichen Gesellschaft (DLG) gearbeitet, bevor er sich 1904 an der Albertus-Universität Königsberg den Doktortitel mit einer Dissertation über die Methodik des Landbaues holte.
Schon 1906 erging an ihn der Ruf als außerordentlicher Professor für die Wirtschaftslehre des Landbaus an das landwirtschaftliche Institut der Universität Breslau, da er von Friedrich Aereboe empfohlen wurde. Waterstradt leitete ab 1912 den Gutsbetrieb in Hohenheim und wurde 1913 ordentlicher Professor an der landwirtschaftlichen Universität Hohenheim (bei Stuttgart). Die landwirtschaftliche Betriebslehre wurde nun als eigenständiges Fach gelehrt. Wenn man von einem Streit in der damaligen wissenschaftlichen Führerschaft in der Wirtschaftslehre des Landbaues sprechen will, dann kann Franz Waterstradt als Aereboes Konkurrent bezeichnet werden. Das Verdienst, die Reinertragslehre zum Hauptstück der landwirtschaftlichen Betriebslehre gemacht zu haben, kommt unstreitig Franz Waterstradt zu. Aereboes Bedeutung als Betriebslehrer liegt darin, dass er den von Waterstradt beschrittenen Weg konsequent weitergeführt hat.
Tragisch war der Einfluss von Heinrich Claß auf ihn. Beeinflusst von den nationalen Gedanken meldete sich Waterstradt freiwillig zu Beginn des Ersten Weltkrieges. Bereits im Oktober 1914 fiel er bei Ypern in Flandern im Alter von 42 Jahren. Er hinterließ seine Ehefrau Else (Tochter von Professor Hugo Werner) und seinen 10-jährigen Sohn Werner.

## Schriften
- Ein Beitrag zur Methodik der Wirtschaftslehre des Landbaues; Inaugural-Dissertation von Franz Waterstradt zur Erlangung der Doktorwürde der philosophischen Fakultät der Albertus-Universität zu Königsberg.  F. Stollberg, Merseburg 1904.
- Die Rentabilität der Wirtschaftssysteme nach J.H. von Thünens »isoliertem Staat« und in unserer Zeit. VB Parey, Berlin 1909
- Die Wirtschaftslehre des Landbaues, ein Lehrbuch für Landwirte, Studierende, Landwirtschaftslehrer und Verwaltungsbeamte.  E. Ulmer, Stuttgart 1912.